# Jonang
De jonang of jonangpa is een onderschool van de sakyatraditie in het Tibetaans boeddhisme. Het bestaan van de jonang werd bekend aan het eind van de 13e eeuw. De jonangpa werd aan het eind van de 17e eeuw beschouwd als uitgestorven, toen de vijfde dalai lama Ngawang Lobsang Gyatso veel kloosters in Tibet onderbracht in zijn gelugschool. Begin jaren 2000 is echter ontdekt dat de traditie ondergronds was voortgezet en begin 21e eeuw rond 5000 monniken telt. In India is een officieel klooster opgericht en is sindsdien de officiële vestiging van de kloosterorde.

## Geschiedenis van de jonangpa
In 1294 stichtte Künpang Tugje Tsondru het klooster Püntsog Choling in een gebied dat Jomonang genoemd werd in het zuiden van U-Tsang, 160 kilometer ten noordwesten van Shigatse. Vanaf deze tijd werd de boeddhistische spirituele traditie van deze plaats bekend als jonang; de traditie bestond echter al veel eerder.
Na eeuwen van onafhankelijkheid werd de school aan het eind van de 17e eeuw vrijwel geheel geannexeerd door de vijfde dalai lama die er vervolgens gelugkloosters van maakte. De officiële reden was dat de zhentong filosofie niet boeddhistisch was en de school werd beschuldigd van ketterij. Waarschijnlijk was niet de leer, maar politieke redenen de ware oorzaak, aangezien de jonangpa het niet eens waren met het leiderschap van de dalai lama.
Pas na de Tibetaanse diaspora is ontdekt dat er zeker veertig kloosters met 5000 monniken in de jonangpaschool bestaan in Tibet. Ballingen hebben een klooster in Himachal Pradesh, India toegewezen gekregen door de veertiende dalai lama. De relatie met de gelugpa is sindsdien genormaliseerd en de dalai lama heeft het klooster ook bezocht en er lesgegeven.
De Jonangpa’s werden in september 2011, op een conferentie onder leiding van de dalai lama erkend als de vijfde traditie van het Tibetaans boeddhisme. Op de conferentie waren de leiders van alle vier de Tibetaanse scholen en van de Böntraditie aanwezig.

## Leer
De jonangtraditie combineert twee specifieke leringen; de zhentong filosofie van de leegte en de Kalachakra als belangrijkste tantrische beoefening. De oorsprong in Tibet van deze combinatie is te vinden bij Yumo Mikyo Dorje, een leerling van de Kasjmiri meester Somanatha.
De school had veel bekende leerlingen waaronder Dolpopa Sherab Gyaltsen (1292-1361) en Taranatha (1575-1634). De jonang gaf later de Kalachakratantra een belangrijke rol binnen de gelugschool.